# 傳奇王子
《傳奇王子》（Prince of Legend）為一部於2019年春季上映的日本电影，並且以電影為中心製作了一系列媒體項目，包括電視劇及手機遊戲等 。

## 概述
这部电影是由制作“ HiGH & LOW ”系列的 TEAM HI-AX 製作，屬於“Prince Battle Project”的一部分。执行制作人是EXILE HIRO 。
除了电影，还开发了电视剧、游戏等項目。该项目的中心人物是以成為「傳奇王子」為目的的各個不同風格的王子。
概念口號是“王子大堵車”（王子が大渋滞）。
2019 年11 月 7 日，製作方宣布新篇章开始，也即电视剧“ 貴族誕生 -PRINCE OF LEGEND- ”和电影“貴族降臨 -PRINCE OF LEGEND-”。

## 角色
演員 - 白石聖

主題曲：m-flo presents PRINCE PROJECT的「99 Red Balloons」。

本作女主角。聖光輝學園學生。是朱雀奏的父親（朱雀俊哉）的初戀對象的女兒。
外表看起來優雅溫文，但卻有著堅強的個性。 她的專長是演戲（但是需要劇本，無法長時間即興）。 失去母親後，她獨自生活，同時得努力還清父親留下的債務，因為經常到處打工，除了在餐廳打工，也會接受演戲的工作。
遇見奏之後，被許多被稱為王子的男人打亂了生活，對此非常不滿。
但不知為何在與奏打交道時，她總是會捏自己的右臉頰。

### Team奏
隊伍代表颜色：白色。
主題曲：m-flo presents PRINCE PROJECT feat. 片寄涼太 的“PSYCHIC MAGIC”。

演員 - 片寄涼太（GENERATIONS from EXILE TRIBE）/（幼少期）演 - 荒木飛羽

名流王子 。皇家鳳凰學園學生。
總資産有数兆日元的“朱雀集團”的少爺。
他的專長是鋼琴、合氣道和芭蕾舞， 唯一的弱點是不太了解平民。
應父親的要求，他去見就讀於聖光輝學園的成瀨佳音，第一次見面被果音的態度惹怒，兩人開始互相討厭，後來當他們在她家門前再見時，他不小心吻了果音，雖然當下感到不高興，但卻沒有注意到自己對果音已經萌生了別樣的感情。
之後，父親告知他京極尊人是他同父異母的弟弟，並表示會把房子和資產交給他們之間能讓果音幸福的那個人。為了不讓尊人霸佔他未來的財產，他和兩位近侍誠一郎、元，一起轉學到了果音的學校，但他仍然沒有意識到自己的感情。

演員 - 飯島寛騎 （男劇団 青山表参道X）

下剋上王子。皇家鳳凰學園學生。
奏的第二近侍，全心支持著奏，對第一近侍久遠誠一郎的地位虎視眈眈。

演員 - 鹽野瑛久

眼鏡王子。皇家鳳凰學園學生。
知識量非常豊富，被稱為「行走的維基百科」，奏的第一近侍。
從小就和奏一起長大，是為數不多的可以和奏平起平坐的人之一。 平板電腦和磨甲刀是他的必需品。

### Team京極兄弟
隊伍代表色：红色。
主題曲：m-flo presents PRINCE PROJECT feat. 川村壱馬 的「Take On Me」。

演員 - 鈴木伸之 （劇団EXILE）

不良王子 / 兄。玄武高專學生。
個子高大的不良學生，個性天真率直，有點笨拙。最喜歡的食物是烤肉和炸雞。
事實上，他是奏的同父異母兄弟，也是龍的同母異父的兄弟，跟龍的關係很好。

演員 - 川村壱馬（THE RAMPAGE from EXILE TRIBE） / 幼少期 - 柴崎楓雅

不良王子 / 弟。玄武高專學生。
全心支持著哥哥尊人，有著善於撒嬌的一面。 他最喜歡的食物是炸雞和白米飯。

### Team學生會
隊伍代表颜色：黄色。
主題曲：m-flo presents PRINCE PROJECT「Talking in Your Sleep」 。

演員 - 佐野玲於 （GENERATIONS from EXILE TRIBE）

學生會長王子。 聖光輝學院的學生會長。
名門望族的繼承人。 他非常不擅長記住別人的名字，經常需要Gabriel的提醒。 總是穿和服並隨身帶著扇子。

演員 - 關口Mandy（EXILE / GENERATIONS from EXILE TRIBE）

金髪SP王子。聖光輝學院學生。
以一頭光滑的金發而自豪的學生會長助手及保鑣。 他對會員絕對忠誠，並以保護他消除一切障礙為己任。

### Team Next
隊伍代表颜色：藍色。
主題曲：m-flo presents PRINCE PROJECT feat. 吉野北人的「Too Shy」 。

演員 - 吉野北人 （THE RAMPAGE from EXILE TRIBE）

舞蹈王子(紅)。聖光輝學院學生。
看起來時尚酷炫，但個性其實很樸實。曾經平淡無奇的他，為了以後成為能夠保護自己重要的人，一直鍛練著自己的內在和外在。
喜歡籃球和跳舞，跟日浦海司和小田島陸是好友。

演員 - 藤原樹（THE RAMPAGE from EXILE TRIBE）

舞蹈王子(金)。聖光輝學院學生。
外表看似可怕，卻有著出奇膽小的一面，天生的性格能讓周圍的人平靜下來。
喜歡籃球和跳舞，跟天堂光輝和小田島陸是好友。

演員 - 長谷川慎（THE RAMPAGE from EXILE TRIBE）

舞蹈王子(黑)。聖光輝學院學生。
雖然看起來是個愛玩的角色，但是卻出奇的認真，而且很看重友情。
喜歡籃球和跳舞，跟天堂光輝和日浦海司是好友。

### Team老師
隊伍代表颜色：紫色。
主題曲： m-flo presents PRINCE PROJECT的「Only You」 。

演員 - 町田啓太（劇團EXILE）

老師王子。聖光輝學園的英文老師。
深受學生歡迎，個性相當自戀，認為自己的外表是最完美的。 他最喜歡的詞是「美」。

### Team 3B
隊伍代表颜色：黑色。
主題曲： m-flo presents PRINCE PROJECT「Always on My Mind」 。
3B的意思是三種日文裡以B開頭的行業：髮型師(美容師)、調酒師、樂隊成員

演員 - 清原翔

髮型師王子。聖光輝學園畢業生。
特點是聲音洪亮。
住在果音隔壁，在果音母親死後一直如哥哥般照顧果音。

演員 - 遠藤史也

調酒師王子。聖光輝學園畢業生。

演員 - 兒玉太智

樂隊王子。聖光輝學園畢業生。

### Team理事長
這兩位不是王子，而是聖光輝學園的理事長以及他的秘書。

演員 - 加藤諒

聖光輝學園的理事長。

演 - 大和孔太

聖光輝學園的理事長秘書。

### 其他角色
朱雀俊哉
演員 - 六角精兒

奏的父親。朱雀集團會長。
朱雀麗香
演員 - 武内涉

奏的母亲。在奏上小学的时候死于不治之症。
Johnny
演員 - AGOBOY

學生會的親信之一。

安迪
演員 - 久保田賢治

学生会的亲信之一。

演 - TAKAHIRO (僅照片出演)

初代傳奇王子。

演 - 岩田剛典 (僅照片出演)

第二代傳奇王子。

## 用語

### 學校
皇家鳳凰學院
教育理念：「美、心、體」三位一體教育。
學校文化：凡事「學生至上」。
雲集大富豪子女的名流學校。
玄武高專
教育理念： 玄武魂
校风：「坚强、善良、坚韧」，拳头是为了保护家人朋友等重要的东西而存在的。
市內最强的不良学校。
本着「ONE FOR ALL，ALL FOR ONE」的精神，把夥伴看得比什么都重要。
聖光輝學園
教育理念：「心・美・體」
校风：注重王子的教育，認為培養出王子中的王子是最重要的。
家庭年收入1亿日元以上的名人子女會編入「特等班」，平民則入讀「经济班」。
其奖学金制度對家庭背景和年收入沒有要求。

## 电视剧
《PRINCE OF LEGEND》為一部於2018年10月4日至12月6日在日本电视台播出的电视剧。共10集。

### 播出时间
| 集數   | 播出日期 | 副標題                                             | 導演     |
| ------ | -------- | -------------------------------------------------- | -------- |
| 第1集  | 10月04日 | 完美的超级名人！王子的道路上没有障碍               | 河合勇人 |
| 第2集  | 10月11日 | 再见我的朋友，贴身助手的神话将被改写！             |          |
| 第3集  | 10月18日 | 在野外长大的粗野男孩，城堡的王子能勝出吗？         |          |
| 第4集  | 10月25日 | 缘分的再遇 举起的拳头跨越时空                      |          |
| 第5集  | 11月01日 | 他的嘴唇被打中了！ ！推翻王子的野心会终结吗？！ ？ |          |
| 第6集  | 11月8日  | 扔掉了过去 看我的求愛之舞吧！                      |          |
| 第7集  | 11月15日 | 我不会忘记你的名字 我是这一代的王子                |          |
| 第8集  | 11月22日 | 餓鬼們，在我的性感面前下跪吧                       |          |
| 第9集  | 11月29日 | 為了妹妹，我会斬殺世界上所有敌人                   |          |
| 第10集 | 12月06日 | 王子路大堵車！王子們要通過了！                     |          |

### 製作人員
- 制作人 - 佐藤俊之、森田美櫻
- 导演 - 河合勇人、千村利光
- 剧本 - 松田裕子
- 音乐 - 中野裕太
- 主题曲 - m-flo “Piece of me”
- 旁白 - 銀河萬丈
- 作公司 - AOI Pro.
- 制作 - 「PRINCE OF LEGEND」制作委员会

### 播放
| 广播目标区域 | 電視台                | 播放日期                | 播放時間                       |
| ------------ | --------------------- | ----------------------- | ------------------------------ |
| 北海道       | 札幌电视台（STV）     | 2018年10月5日 - 12月7日 | 每周六 1:59 - 2:29（周五午夜） |
| 宮城縣       | 宫城电视台（MMT）     | 2018年10月5日 - 12月7日 | 每周六 1:59 - 2:29（周五午夜） |
| 靜岡縣       | 静冈第一电视台（SDT） | 2018年10月4日 - 12月6日 | 每周五2:04-2:34（周四午夜）    |
| 中京廣域圈   | 中京电视台（CTV）     | 2018年10月5日 - 12月7日 | 每周六 1:59 - 2:29（周五午夜） |
| 近畿廣域圈   | 读卖电视台（ytv）     | 2018年10月5日 - 12月7日 | 每周六 1:29 - 1:59（周五午夜） |
| 廣島縣       | 广岛电视台（HTV）     | 2018年10月5日 - 12月7日 | 每周六1:59-2:34（周五午夜）    |
| 福冈县       | 福冈放送（FBS）       | 2018年10月5日 - 12月7日 | 每周六 0:54 - 1:24（周五午夜） |
| 长崎县       | 长崎国际电视台（NIB） | 2019年1月26日 -         | 每周六 1:59 - 2:29（周五午夜） |
| 石川縣       | 金泽电视台（KTK）     | 2019年2月14日 - 4月18日 | 每周四 0:59 - 1:34（周三午夜） |
| 福岛县       | 福岛中央电视台（FCT） | 2019年2月21日 -         | 每周四 1:29 - 1:59（周三午夜） |

## 电影

### 製作人員
- 导演 - 守谷健太郎
- 剧本 - 松田裕子
- 音乐 - 中野裕太
- 主题曲 - m-flo 「Piece of me」( rhythm zone / LDH MUSIC )
- 执行制作人 - EXILE HIRO
- 执行制片人 - 今村司、山田克也、森雅貴、伊藤寛二
- 共同制片人 - 伊藤響、森廣貴、八木元、關佳裕
- 企劃制作人 - 植野浩之
- 制作人 - 藤村直人、森田澪
- 製作統籌 - 川田真太郎
- 攝影 - 安田光
- 照明 - 落合芳次
- 錄音 - 日下部雅也
- 美術 - 小林大辅
- 設計 - 别所幸吉
- 設計執行 - 横守剛
- 装饰 - 高橋寛
- 服装 - 遠藤良樹
- 化妆 - 礒野亜加梨
- 编舞 - あさづきかなみ
- 剪辑 - 瀧田隆一
- 音乐制作人 - 佐藤達郎、門田吉穂
- 选曲 - 原田慎也
- 音效 - 茂野敦史
- 编剧 - 菅谷雪乃
- 副导演 - 千村利光
- 助理导演 - 牧野將
- Schedule - 副島宏司
- 制作經理 - 宮本亮太
- 線路制作人 - 高濑裕之
- 助理制作人 - 鴨井雄一、小川江利子
- 经销 - 东宝
- 出品 - AOI Pro.
- 企畫制作 - HI-AX
- 制作 - “PRINCE OF LEGEND”制作委员会（HI-AX（日本电视网， LDH ）、东宝、读卖放送、 Vap 、 Lawson 、AOI Pro.、札幌放送、宫城放送、静冈第一放送、中京放送,广岛放送,福冈放送)

## 游戏
PRINCE OF LEGEND LOVE ROYALE （2019 年 3 月 5 日至 2022 年 6 月 30 日，iOS / Android）

## Prince Salon
电视剧播出时，在官方 Instagram 发布的 Instagram Live 的名称。由片寄凉太主持，電視劇播出日即每周三播出。
基本上以片寄谈话的形式发行，但偶尔也会有嘉宾出现。嘉宾包括關口Mandy、吉野北人、藤原樹、長谷川慎、川村壱馬、鹽野瑛久、饭岛寬騎和兒玉太智。